# أرتور أراندا
أرتور أراندا (بالإسبانية: Arturo Aranda) هو مدرب كرة قدم ولاعب كرة قدم باراغواياني في مركز الدفاع، ولد في 20 نوفمبر 1998 في أسونسيون في باراغواي. لعب مع نادي ليبرتاد.

## وصلات خارجية
- أرتور أراندا على موقع قاعدة بيانات كرة القدم.إي يو (الإنجليزية)
- أرتور أراندا على موقع Soccerway.com (الإنجليزية)